# ديوي إف. بارتليت
ديوي إف. بارتليت هو ضابط وسياسي أمريكي، ولد في 28 مارس 1919 في مارييتا في الولايات المتحدة، وتوفي في 1 مارس 1979 في تلسا في الولايات المتحدة بسبب سرطان الرئة. نشط حزبياً في الحزب الجمهوري.

## مناصب
- انتخب عضو مجلس الشيوخ الأمريكي [الإنجليزية]‏ عن دائرة Oklahoma Class 2 senate seat ‏ وقد انضم خلال فترته النيابية [الإنجليزية]‏ (3 يناير 1977 – 3 يناير 1979) للكتلة البرلمانية الحزب الجمهوري.
- انتخب عضو مجلس الشيوخ الأمريكي [الإنجليزية]‏ عن دائرة Oklahoma Class 2 senate seat ‏ وقد انضم خلال فترته النيابية [الإنجليزية]‏ (3 يناير 1975 – 3 يناير 1977) للكتلة البرلمانية الحزب الجمهوري.
- انتخب عضو مجلس الشيوخ الأمريكي [الإنجليزية]‏ عن دائرة Oklahoma Class 2 senate seat ‏ وقد انضم خلال فترته النيابية [الإنجليزية]‏ (3 يناير 1973 – 3 يناير 1975) للكتلة البرلمانية الحزب الجمهوري.
- انتخب حاكم أوكلاهوما [الإنجليزية]‏ (9 يناير 1967 – 11 يناير 1971).